# Mesoacidalia alexandra
Mesoacidalia alexandra är en fjärilsart som beskrevs av Ménétriés 1832. Mesoacidalia alexandra ingår i släktet Mesoacidalia och familjen praktfjärilar. Inga underarter finns listade i Catalogue of Life.